# Tamer Tuna
Tamer Tuna (Hanak, 1º luglio 1976) è un allenatore di calcio ed ex calciatore turco, di ruolo centrocampista.

## Palmarès

### Giocatore

#### Competizioni nazionali
- Campionato turco: 1

Beşiktaş: 2002-2003